# IJsland op het Eurovisiesongfestival 2001
IJsland nam deel aan het Eurovisiesongfestival 2001 in Kopenhagen, Denemarken. Het was de 15de deelname van het land op het Eurovisiesongfestival. De artiest werd gekozen via de nationale voorronde Söngvakeppni Sjónvarpsins. RUV was verantwoordelijk voor de IJslandse bijdrage voor de editie van 2001.

## Selectieprocedure
Söngvakeppni Sjónvarpsins vond plaats op 17 februari 2001 in de studio's van de nationale omroep RUV en werd gepresenteerd door Steinunn Ólína Þorsteinsdóttir.
Acht liedjes deden mee aan deze finale en de winnaar werd gekozen door middel van televoting.
Een van de artiesten tijdens deze finale was Birgitta Haukdal, die IJsland zou vertegenwoordigen in 2003.
| Volgorde | Artiest                                  | Lied                | Punten | Plaats |
| -------- | ---------------------------------------- | ------------------- | ------ | ------ |
| 1        | Eyjólfur Kristjánsson & Birgitta Haukdal | "Aftur heim"        | 831    | 7      |
| 2        | Ruth Reginalds                           | "Enginn eins og þú" | 2402   | 2      |
| 3        | Gúðrun Árný Karlsdóttir                  | "Komdu til mín"     | 1127   | 6      |
| 4        | Rúna G. Stefánsdóttir                    | "Í villtan dans"    | 1636   | 4      |
| 5        | Ingunn Gylfadóttir                       | "Allt sem ég á"     | 421    | 8      |
| 6        | Páll Rósinkranz                          | "Min æskuást"       | 1270   | 5      |
| 7        | Kristján Gíslason and Gunnar Ólason      | "Birta"             | 5710   | 1      |
| 8        | Margrét Kristín Sigurðardóttir           | "Röddin þín"        | 2156   | 3      |

## In Kopenhagen
Het winnende lied werd voor het songfestival vertaald naar het Engels als Angel.
Op het Eurovisiesongfestival moest IJsland aantreden als tweede, na Nederland en voor Bosnië en Herzegovina. Aan het einde van de puntentelling bleek dat Two Tricky op een gedeelde laatste plaats was geëindigd met 3 punten. Na 1989 was het de tweede keer dat IJsland laatste werd op het songfestival.
Door dit resultaat mocht IJsland ook niet deelnemen aan het Eurovisiesongfestival 2002.
Nederland had geen punten over voor deze inzending en België deed niet mee in 2001.

### Gekregen punten

#### Finale
| 12 punten | 10 punten | 8 punten | 7 punten     | 6 punten    |
| --------- | --------- | -------- | ------------ | ----------- |
|           |           |          |              |             |
| 5 punten  | 4 punten  | 3 punten | 2 punten     | 1 punt      |
|           |           |          | - Denemarken | - Noorwegen |

### Punten gegeven door IJsland

#### Finale
Punten gegeven in de finale:
| 12 punten | Denemarken  |
| 10 punten | Estland     |
| 8 punten  | Griekenland |
| 7 punten  | Zweden      |
| 6 punten  | Slovenië    |
| 5 punten  | Rusland     |
| 4 punten  | Frankrijk   |
| 3 punten  | Malta       |
| 2 punten  | Spanje      |
| 1 punt    | Litouwen    |